# Concana celadon
Concana celadon là một loài bướm đêm trong họ Erebidae.